# أورد تشارلز وينغيت
اللواء أورد تشارلز وينغيت (بالإنجليزية: Orde Charles Wingate) (26 فبراير 1903-24 مارس 1944)
كان ضابطًا في الجيش البريطاني، متخصصًا في الحروب الصغيرة (حرب العصابات) وصهيونيًا متحمسًا. وأثناء خدمته في أرض إسرائيل، عام 1938، بادر إلى إنشاء الكتائب الليلية الخاصة، وهي وحدات ضمت جنودًا بريطانيين، وشبابًا يهودًا من مستوطنات المنطقة، ينتمون إلى منظمة الهاغاناه. وقد أطلق اليهود على وينجيت لقب "الصديق" بسبب ارتباطه الكامل بالمشروع الصهيوني، وبسبب مساهمته في تأسيس "الدولة المستقبلية"، أي التمهيد لإقامة دولة إسرائيل. خلال الحرب العالمية الثانية خدم في أفريقيا وآسيا، وقُتل في حادث تحطم طائرة في الهند، كان يحمل رتبة لواء (أي ما يعادل رتبة لواء جنرال).
هو ضابط في الجيش البريطاني يعرف عنه قيامه بتأسيس وحدات عسكرية خاصة في فلسطين في ثلاثينيات القرن العشرين، وكذلك في الحبشة وبورما والسودان خلال الحرب العالمية الثانية. وأشهر أعماله قيامه بتأسيس قوات (الشنديت) وهي قوات محمولة جوا مهمتها الاختراق العميق تم تدريبها للعمل خلف خطوط العدو في حملات الشرق الأقصى ضد اليابانيين أثناء الحرب العالمية الثانية.

## حياته
ولد وينجيت في ناينيتال في شمال الهند، والتي كانت في ذلك الوقت مستعمرة بريطانية (الراج البريطاني). تنتمي عائلته، ذات الأصل الاسكتلندي، إلى طائفة مسيحية متدينة تسمى "كنيسة الإخوة البليموث" (أخويّة بليموث)، التي انفصلت عن الكنيسة الأنجليكانية في القرن السابع عشر. وقد سُمّيَ "أُورد" (Ord) على اسم والدته قبل الزواج، والتي تنتمي إلى عائلة أورد براون.
خدم والده جورج، الذي كان يبلغ من العمر 51 عامًا عند ولادة ابنه، في الجيش البريطاني النظامي، وتلقى أُورْد تعليمًا مسيحيًّا دينيًّا غير ملتزم ومؤيد للصهيونية منذ سن مبكّرة، بروح مبادئ عائلته. وبسبب كونه غير ملتزم، أُعفِيَ من حضور الصلاة خلال أيام دراسته في مدرسة تشارترهاوس الخاصة المرموقة.
أُلحِقَ وينجيت في الجيش السوداني، وشارك في القبض على التجار والصيادين على الحدود الإثيوبية. وقام بتغيير أسلوب العمل من الدوريات العادية إلى الكمائن. وفي عام 1933، ومع نهاية خدمته في السودان، انطلق برحلة في الصحراء الليبية بحثًا عن بقايا جيش قمبيز الثاني المفقود، وواحة زرزورة الأسطورية. وبعدما انتهت رحلته دون أي اكتشاف يستحق الذكر، عاد إلى بريطانيا وعُيِّنَ في سلاح المدفعية. في مارس من ذلك العام أبحر من الإسكندرية إلى إنجلترا. وعندما وصل إلى إنجلترا، التقى بامرأة هي لورنا باترسون التي سوف تصبح زوجته في المستقبل، وذلك على الرغم من أنه كان مخطوبًا لفتاة تدعى إنيد جيلي. وبعد ذلك بعامين، في عام 1935، اقترن وينجيت وباترسون، التي كانت تبلغ من العمر حينها 18 عامًا. في سبتمبر 1936 أُرسِلَ إلى فلسطين كضابط مخابرات، ورافقته زوجته الشابة في رحلته هذه.

## الخدمة العسكرية في فلسطين
بعد وصوله إلى فلسطين، عُيِّنَ وينجيت ضابط مخابرات في مقر الفرقة الخامسة في حيفا برتبة نقيب. بعد قمع المرحلة الأولى من الثورة العربية التي اندلعت في أكتوبر 1936، انتقل وينجيت للعمل في فرع المخابرات (الفرع الأول) في المقر العام للجيش البريطاني في القدس. وكان وينجيت يعمل خلال هذه الفترة على جمع المعلومات الاستخباراتية من الصحافة العربية والعبرية وترجمتها إلى اللغة الإنجليزية، وبناء قاعدة بيانات للشخصيات البارزة في فلسطين.
وضمن إطار وظيفته أجرى وينجيت اتصالات مع كبار المسؤولين في قيادة المستوطنات اليهودية وجهاز استخبارات الهاغاناه، ومن بينهم حاييم وايزمان، وموشيه شاريت، ويوحانان راتنر، وديفيد هكوهين، وإيمانويل فيلنسكي، ورؤوفين شيلوح وآخرين. قدم وينجيت نفسه علنًا على أنه صهيوني يؤمن بحق اليهود في إقامة دولة مستقلة في "أرض إسرائيل". بل إنه وضع مشروع اقتراح لوايزمان لإنشاء جيش في الدولة اليهودية، يتم إنشاؤه بناءً على توصيات لجنة بيل. بعد التعاطف التام الذي أبداه وينجيت مع الصهيونية، تحوّل الاسم السرّي "صديقك" الذي أطلقه عليه شيلوح وفيلنسكي، إلى لقب "الصديق"، وهو الاسم الذي بات يُعرَف به في جميع المستوطنات اليهودية.
خلال شهري مارس وأبريل 1938، أقام وينجيت في كيبوتس طيرات تسفي، وقد وصل إلى هناك بعد أن سمع عن شجاعة المقاتلين في صد هجوم "مثيري الشغب" من العرب. ومن هناك، قام وينجيت بجولة في الجليل ومرج ابن عامر، لتفقد طرق منع تهريب الأسلحة والمقاتلين إلى فلسطين، من قبل أعضاء كتائب المقاومة العربية. وقد ساعده في جولاته حراس المستوطنات اليهودية، وأقام اتصالات مع القيادة اليهودية المحلية، بقيادة غيرشون ريتوف - رئيس كيبوتس طيرات تسفي. بعد هذه الجولات، في يونيو 1938، أنشأ وينجيت وحدة الدوريات الليلية الخاصة (بالعبرية פל"מ)، والتي كانت تتألف من حوالي 40 جنديًا بريطانيًا وحوالي 75 حارسًا يهوديًّا، من أعضاء الهاغاناه. خلال هذه الفترة سكن وينجيت في كيبوتس عين حرود. صاغ وينجيت مفهومًا مبتكرًا لعمل هذه الدوريات، يعتمد على استخدام المعلومات الاستخباراتية الدقيقة، والخداع والسرية التامّة. عملت الوحدات حسب المبادئ التي حدّدها وينجيت لمدة ستة أشهر تقريبًا، منها أربعة أشهر فقط كانت تحت قيادته، ومع ذلك حققت هذه الوحدات نجاحات ميدانية منقطعة النظير، وتسببت أعمال مقاتليها في 17% من إجمالي الخسائر التي لحقت بكتائب المقاومة العربية في عموم فلسطين خلال هذه الفترة. رُقّيَ وينجيت عقب هذا النجاح إلى رتبة رائد، وحصل على "وسام الخدمة المتميزة"، وهو ثاني أهم وسام في الإمبراطورية البريطانية.
في أكتوبر 1938، عاد وينجيت إلى إنجلترا. والتقى خلال إقامته في المملكة بشخصيات بارزة في النظام السياسي البريطاني، من بينهم وزير المستعمرات آنذاك مالكولم ماكدونالد، والنائب ونستون تشرشل، وقطب الصحافة اللورد هارولد بيفربروك. وفي لقاءاته معهم، حاول وينجيت إقناع محاوريه بضرورة تبني الحكومة البريطانية لسياسة مؤيدة للصهيونية، ورفض المطالب العربية بشكل قاطع. أثارت هذه اللقاءات استياء رؤسائه منه، وإقالته من قيادة الكتائب الليلية، وإلى إبعاده في نهاية المطاف عن الخدمة العسكرية في فلسطين. في مايو 1939، أمر مكتب الحرب البريطاني وينجيت بالعودة إلى إنجلترا لأن مواقفه المؤيدة للصهيونية تلحق الضرر بالمصالح البريطانية في الشرق الأوسط.

## أعماله وإنجازاته
يعتبر وينجت أحد مؤسسي حرب العصابات الحديثة[بحاجة لمصدر]، وفي وقت لاحق قامت القوات الخاصة في شمال أفريقيا بتطوير أفكاره الأولية عن استخدام قوات غير تقليدية وغير نظامية في حرب العصابات خلال الحملة الناجحة في الحبشة، حيث عملت القوات الجوية الخاصة خلف خطوط العدو على نحو مشابه، ولاحقا استخدم وينجيت نفس الأسلوب في بورما، وقد كان لأساليبه في الاختراق بعيد المدى تأثيرها على الإستراتيجية والتكتيك العسكري.
كما لوحظ على وينجت دعمه للصهيونية، فقد رأى أن من واجبه الديني والأخلاقي وهو المسيحي شديد التدين أن يساعد المجتمع اليهودي في فلسطين على تأسيس دولة يهودية في فلسطين. فقد شرع بعد تعيينه في سلطة الانتداب البريطاني على فلسطين في تدريب أعضاء الهاغاناه وهي قوات شبه عسكرية تحولت لاحقا إلى الجيش الإسرائيلي مع تأسيس دولة إسرائيل في سنة 1948م. وأصبح يعرف بين الرجال اليهود الذين كان يقودهم أثناء الثورة العربية باسم «الصديق»، وقد نسب له بعض قادة الصهاينة العسكريين مثل موشي ديان الفضل في تعليمهم كل شيء يعرفونه. وقد كان لأساليبه في التعامل مع المتمردين العرب والقرى العربية في فلسطين أثر بالغ، وامتازت هجماته ورجاله بقدر بالغ من الوحشية، بما في ذلك قتل الرجال واحداً تلو الآخر بإلقائهم في الزيت المشتعل.

## مقتله
قتل أورد وينجيت في حادث تحطم طائرة في الهند في طريق عودته من رحلة لتقييم الوضع في القواعد التي تسيطر قوات الشنديت في بورما في 24 مارس 1944م.